# Vägmätning i Sverige

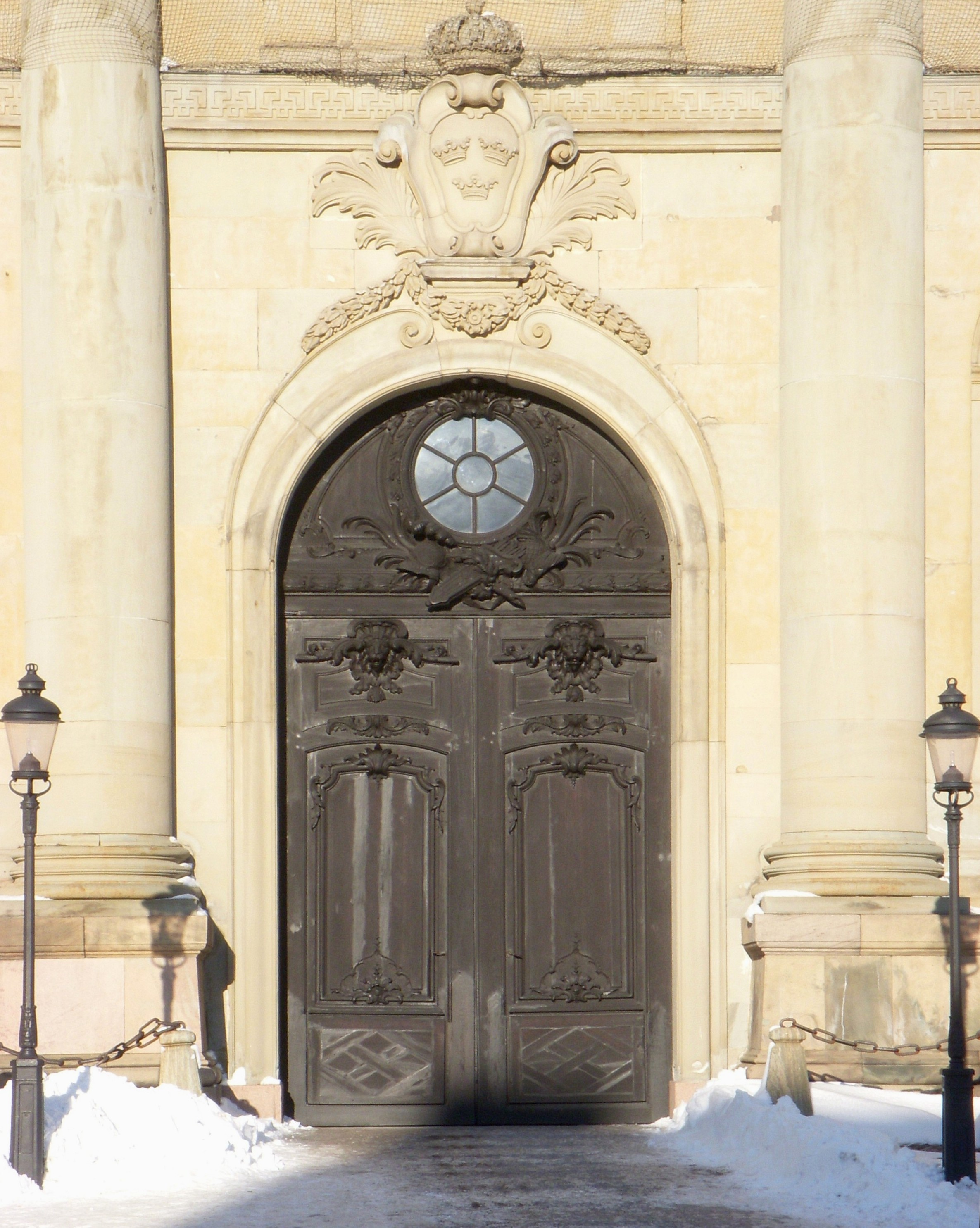
Stockholms slotts port var utgångspunkt för 1700-talets vägmätning i Sverige.

Vägmätning i Sverige på ett organiserat och enhetligt sätt började 1722. Innan dess fanns en "brokig skara" av utgångspunkter för vägmätning. På 1600-talets mitt mättes färdvägar till och från Stockholm från Barnhustullen  respektive Södermalms tullport och i andra län gällde exempelvis länsgränsen eller residensstadens slott som utgångspunkt. 
År 1693 kom den första förordningen att göra Stockholm och Slottet Tre kronor till utgångspunkt för hela rikets vägmätning. 1694 skrev Lantmäteriets generaldirektör Carl Gripenhielm till lantmätarna i Uppland att enligt K. M:ts befallning skulle alla landsvägar i riket mätas från korspunkten mellan Västerlånggatan och Storkyrkobrinken. I juni 1698 förnyades direktiven till lantmätarna, som löd "…(vägmätningarna skall) taga sin begynnelse ifrån een wiss ohrt här I Stockholms stad, samt sedan gå stråkrätt fram till Rikets gränser".
År 1722 genomfördes ny vägmätning för Stockholms län, då gällde Stockholms slotts portar som utgångspunkt för uppsättning och inmätning av rikets milstolpar. Milstolparnas funktion upphörde helt 1891, därmed förlorade Stockholm även sin ställning som utgångspunkt för hela rikets vägmätning. Sedan dess brukar varje stads mätmittpunkt utgå från järnvägsstationen respektive från busstationen. I Stockholm valdes Gustav Adolfs torg som utgångspunkt för avståndsmätning till och från staden.

## Bakgrund
Vägmätningar över hela riket aktualiseras genom 1649 års gästgivareförordning som dels fastställde en normerad svensk mil (Upplandsmil ≈ 10 688,54 meter), dels föreskrev att milstolpar skulle sättas upp med jämna mellanrum, exempelvis 1 mil eller ½ mil. De äldsta bevarade vägmätningarna för milstolpar är från Uppsala län (1651) samt Västernorrlands län (1649-1651). Vägmätningen i Stockholms län under 1600-talets mitt utgick från två punkter, en vid stadens norra huvudfärdväg och en vid stadens södra huvudfärdväg. Den norra var dåvarande Barnhustullen vid Drottninggatan, den södra var Södermalms tullport där Göta landsväg och Dalarövägen lämnade Södermalm.
Vägavstånden till andra residensstäder räknades ibland till länsgränsen, ibland till viktiga historiska byggnader som slott eller fästningar. Exempelvis gällde länsgränsen som mätpunkt för Västernorrlands län och Kopparbergs län, medan Kalmar län valde Kalmar slott och Jönköpings län valde Jönköpings slott. Det var en "brokig skara omotiverade utgångspunkter" och resultatet blev att såväl de resande som de skjutsande upplevde avståndsangivelser på gästgivaretavlor, milstolpar och vägböcker som mycket otillförlitliga. Snart började man sträva efter ett enhetligt system och valde i all högre utsträckning residensstädernas slott.

## Stockholm blir utgångspunkt för vägmätning

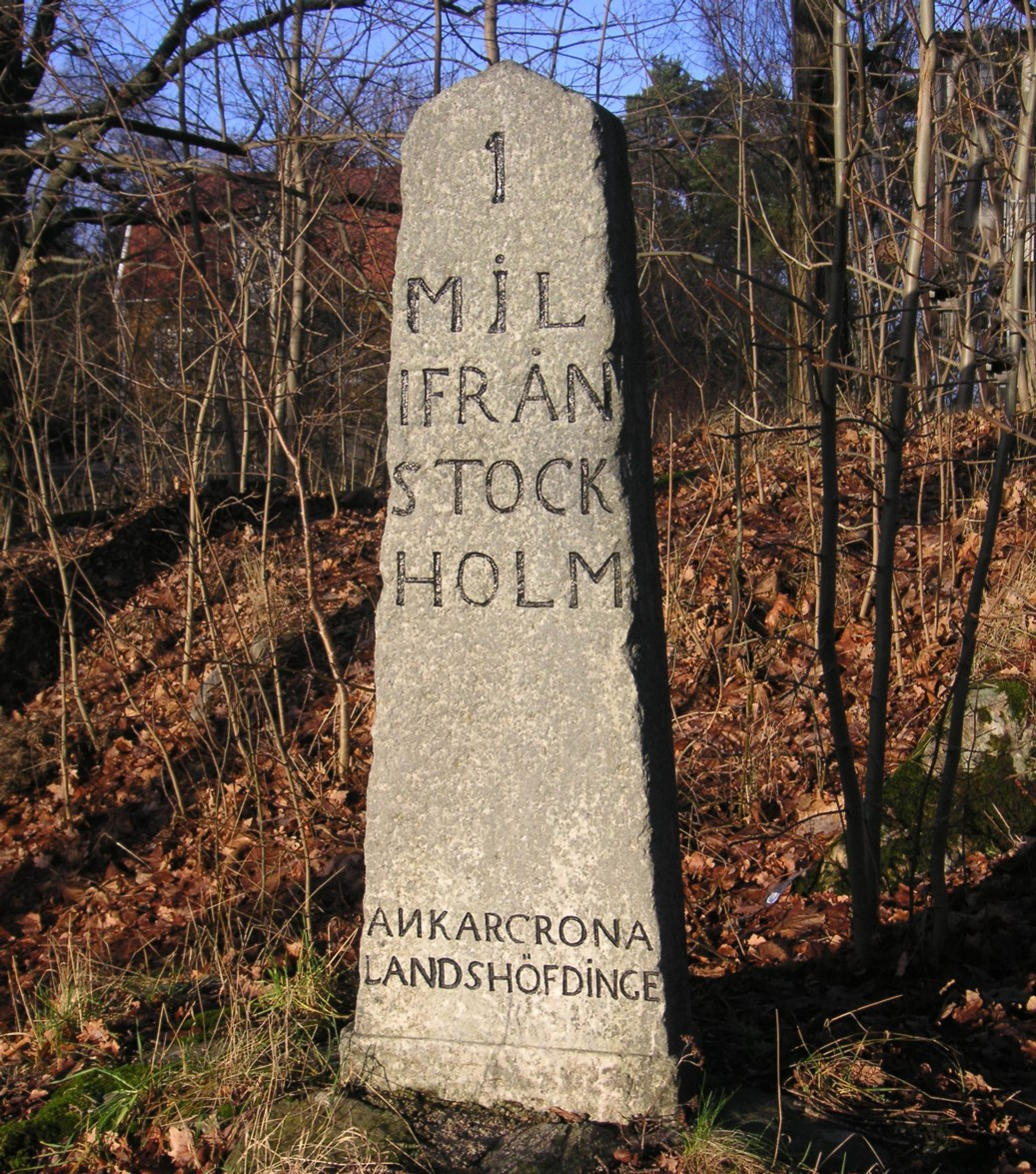
Milstolpe vid Gamla Södertäljevägen.

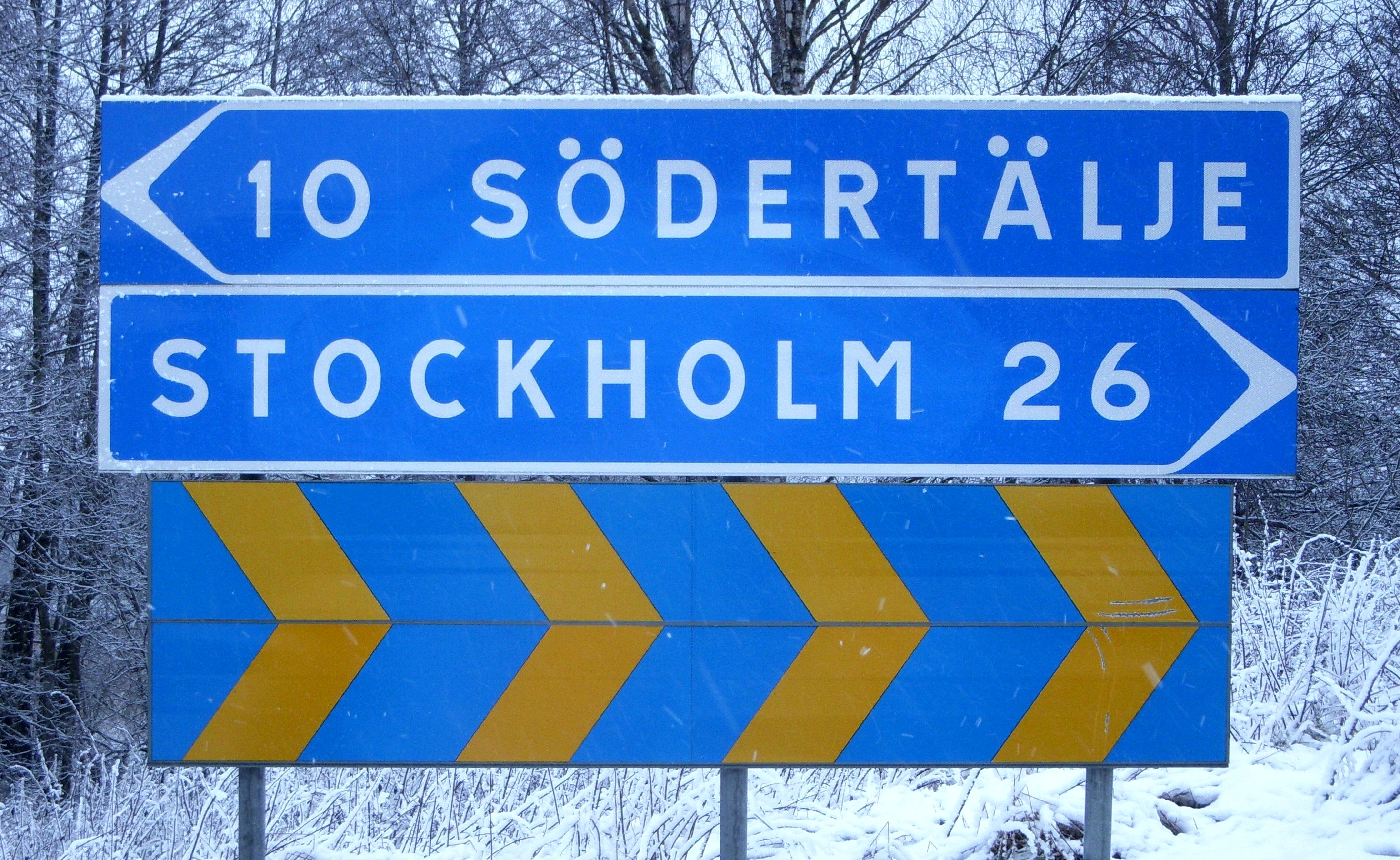
Moderna vägmärken med avståndsangivelser vid gamla Riksettan mellan Stockholm och Södertälje, 2011.

I maj 1693 kom den första kungliga förordningen att göra Stockholm och Slottet Tre kronor till utgångspunkt för hela rikets vägmätning. I augusti 1693 fick lantmätaren i Uppland Hoffstedt order av landshövdingen Jakob Gyllenborg att börja vägmätningen "med kedja från Stockholms slotts portar och utmärka hvar fjärdingsväg på marken" (med fjärdingsväg avsågs en fjärdedels mil). Men något gick fel eftersom Lantmäteriets generaldirektör Carl Gripenhielm klagade den 3 oktober samma år att Hoffstedt börjat mätningen vid stolpen utmed Järva krog och den låg en halv mil från slottet. Den 3 juni 1694 skrev Gripenhielm till lantmätarna i Uppland att enligt K. M:ts befallning skulle alla landsvägar i riket mätas från korspunkten mellan Västerlånggatan och Storkyrkobrinken och de, som "redan voro mätta, ändras därefter". Korsningen Västerlånggatan/Storkyrkobrinken ligger bara ett 100-tal meter från Stockholms slott. Skillnaden mot 1693 års direktiv var alltså inte så stor men någon vägmätning direkt knuten till 1694 års direktiv har inte återfunnits.
I juni 1698 förnyades direktiven till lantmätarna, dock något svävande med orden "…(vägmätningarna skall) taga sin begynnelse ifrån een wiss ohrt här I Stockholms stad, samt sedan gå stråkrätt fram till Rikets gränser". Det dröjde dock till 1722 innan en ny vägmätning för Stockholms län genomfördes av Jacob Braun. Då gällde Stockholms slotts portar som utgångspunkt och Brauns mätning styrde även 1777 års milstolpar i länet. Ett bra exempel är milstolparna längs Gamla Södertäljevägen, där landshövding Theodor Ankarcrona bekostade omkring 1750 nya helmilstenar av marmor från Kolmårdens marmorbruk. År 1777 (under landshövding Jacob Johan Gyllenborg) kom även halv- och kvartmilsstolpar på plats. Samma år såg Gyllenborg till att Dalarövägen försågs med milstolpar.
Genom en kunglig förordning av den 12 december 1734 reglerades gästgiveriväsendet i detalj för Sveriges rike som skulle gälla en lång tid framöver. Med denna förordning som grund utgav kartografen Georg Biurman 1742 dåtidens reseguide som var den första i sitt slag i Sverige. Den hette ”Vägvisare uti Svea- och Göta Riken samt Stor-Förstendömet Finland” och utkom i fyra kompletterade upplagor, den sista 1776. Vägvisaren innehöll bland annat två kartblad i kopparstick samt noggranna uppgifter om vägar, gästgivargårdar, städer och andra orter och avstånd från Stockholm samt mellan orterna inbördes längs huvudvägarna över hela riket.
I de flesta län är än idag milstolparna placerade efter vägmätningar som utfördes på 1700-talet. De flesta läns vägmätningar har utgått från milstolparna i angränsande län närmare Stockholm. Mätningen på sidovägarna utgick från "sista" milstolpen på huvudfärdvägen till och från Stockholm, vilket betydde i praktiken att alla vägmätningar på alla mätta vägar hade sin utgångspunkt i Stockholms slotts portar. Under 1800-talet utfördes ett stort antal vägmätningar utefter häradsvägar. Handläggare av dessa projekt var inte alltid lantmätare utan ofta kronofogde eller länsman.

## Nutidens utgångspunkter för vägmätning
Systemet bibehölls till långt in på 1800-talet. Milstolparnas avståndsangivelser i "mil" förlorade sin betydelse 1863 genom övergången till decimalsystemet och 1873 till metersystemet. Deras funktion upphörde helt 1891 och blev därefter "väghistoriska minnesmärken". Sedan dess brukar varje stads mätmittpunkt utgå från järnvägsstationen och om det inte finns någon järnvägsstation så räknas det från busstationen, därmed förlorade Stockholm även sin ställning som utgångspunkt för hela rikets vägmätning. I Stockholm gällde dock inte Stockholms central som mittpunkt utan här räknas Stockholms geografiska mittpunkt för avståndsangivelser från Gustav Adolfs torg. Vägavstånden anges inte heller längre "med jämna mellanrum" som på milstolparnas tid utan på lämpliga platser längs vägnätet, som före och efter korsningar eller motorvägs på- och avfarter.